# Scaioși (okręg Vâlcea)
Scaioși – wieś w Rumunii, w okręgu Vâlcea, w gminie Orlești. W 2011 roku liczyła 276 mieszkańców.